# (48785) Pitter
(48785) Pitter est un astéroïde de la ceinture principale.

## Description
(48785) Pitter est un astéroïde de la ceinture principale. Il fut découvert le 23 septembre 1997 à l'Observatoire d'Ondřejov par Petr Pravec. Il présente une orbite caractérisée par un demi-grand axe de 2,99 UA, une excentricité de 0,11 et une inclinaison de 2,7° par rapport à l'écliptique.

## Compléments